# 12138 Olinwilson
A 12138 Olinwilson (ideiglenes jelöléssel 4053 P-L) a Naprendszer kisbolygóövében található aszteroida. Cornelis Johannes van Houten,  Ingrid van Houten-Groeneveld és Tom Gehrels fedezte fel 1960. szeptember 24-én.